# 市之瀬進
市之瀬進（いちのせ すすむ、1975年7月11日 - ）は、岐阜県瑞浪市出身の元陸上競技選手。専門は、中距離走・長距離走・マラソン。
2012年3月に引退。

## 主な成績
| 年月   | 大会                       | 順位 | 記録          |
| ------ | -------------------------- | ---- | ------------- |
| 1998年 | 日本選手権10000m           | 6位  | 分 秒         |
| 1999年 | 全日本実業団ハーフマラソン | 5位  | 時間 分 秒    |
| 1999年 | 日本選手権10000m           | 6位  | 分 秒         |
| 2000年 | 全日本実業団ハーフマラソン | 優勝 | 1時間01分30秒 |
| 2000年 | 全日本実業団10000m         | 2位  | 28分11秒43    |